# Čistka (film)
Čistka (v originále Coup de torchon) je francouzský hraný film z roku 1981, který režíroval Bertrand Tavernier podle detektivního románu Jima Thompsona Pop. 1280. Snímek měl světovou premiéru 4. listopadu 1981.

## Děj
Rok 1938. Ve francouzské západní Africe v malém městě slouží policista Lucien Cordier. Všemi opovrhován pro svou zbabělost a bezpáteřnost, je předmětem posměchu. Když ho jeho nadřízený důstojník upozorní na jeho průměrnost, postupně se promění v nelítostného zabijáka, který se postupně zbaví všech svých trýznitelů včetně manželky a milenky promyšleným způsobem, který spočívá v obvinění jiných, až zůstane sám a duševně vyprázdněný.

## Obsazení
| Philippe Noiret      | Lucien Cordier                      |
| Isabelle Huppertová  | Rose Marcaillou                     |
| Jean-Pierre Marielle | Péron a jeho bratr Georges          |
| Stéphane Audranová   | Huguette Cordier                    |
| Eddy Mitchell        | Nono                                |
| Guy Marchand         | Marcel Chavasson, policejní velitel |
| Irène Skobline       | Anne                                |
| Michel Beaune        | Vanderbrouck                        |
| Jean Champion        | kněz                                |
| Victor Garrivier     | Marcaillou                          |
| Gérard Hernandez     | Leonelli                            |
| Abdoulaye Diop       | Fête Nat                            |
| Daniel Langlet       | policista Paulo                     |
| François Perrot      | plukovník Tramichel                 |
| Raymond Hermantier   | slepec                              |
| Samba Mané           | Vendredi                            |
| Irénée Martin        | žena na hřbitově                    |

## Ocenění
Tím, že film prohrál v 10 kategoriích Césarů, dlouho držel rekord v nominacích bez jakéhokoli vítězství. Tento rekord překonal v roce 2003 film 8 žen, který z 12 nominací nezískal žádnou cenu, v roce 2013 jej překonal film Znovu zamilovaná se 13 nominacemi.
- César: nominace v kategoriích nejlepší film, nejlepší režie (Bertrand Tavernier), nejlepší herec (Philippe Noiret), nejlepší herečka (Isabelle Huppert), nejlepšího herec ve vedlejší roli (Eddy Mitchell), nejlepšího herec ve vedlejší roli (Jean-Pierre Marielle), nejlepší herečka ve vedlejší roli (Stéphane Audran), nejlepší původní scénář nebo adaptace (Bertrand Tavernier, Jean Aurenche), nejlepší výprava (Alexandre Trauner), nejlepší střih (Armand Psenny)
- Oscar: nominace na nejlepší cizojazyčný film